# Irota
Irota község Borsod-Abaúj-Zemplén vármegyében, az Edelényi járásban.

## Fekvése
Edelénytől 18 kilométerre északkeletre, a megyeszékhely Miskolctól mintegy 40 kilométerre északra fekszik, a Cserehát szívében.
A két legközelebbi település a mintegy 2 kilométerre délre fekvő Szakácsi és az annak déli szomszédjában, 6 kilométerre található Lak; a legközelebbi város Edelény.
Határos még észak felől Rakacával, északkelet felől Gagybátorral, kelet felől Gadnával, délkelet felől Felsővadásszal, nyugat felől Aboddal, északnyugat felől pedig Rakacaszenddel is, de  ezek egyikével sincs közúti kapcsolata.

### Megközelítése
Zsáktelepülés, ahova közúton csak Lak felől lehet eljutni, a 2616-os útból kiinduló 26 134-es, majd a Szakácsi előtt abból kiágazó 26 133-as úton.

## Története
Az első írásos említése 1320-ból maradt fenn Irata alakban. Nevének etimológiájára több elmélet létezik. Valószínűleg a cseh, illetve lengyel Jarota személynévből keletkezett magyar névadással. Ezzel szemben egy másik elmélete szerint Irota neve a magyar irt ige származéka és jelentése erdőirtó.
A török időkben a település elpusztult. A 17. században, mikor a Rákócziak birtokolták, települt be újra.
Az első iskola egy parasztházban volt. 1886-ig ruszin nyelven tanítottak.

## Közélete

### Polgármesterei
- 1990–1994: Miklós László (független)[5]
- 1994–1998: Miklós László (független)[6]
- 1998–2002: Miklós László (független)[7]
- 2002–2006: Miklós László (független)[8]
- 2006–2007: Miklós László (független)[9]
- 2007–2010: Szakácsi Béla (független)[10]
- 2010–2014: Bencs Sándor (független)[11]
- 2014–2019: Bencs Sándor (független)[12]
- 2020–2024: Miklós László (független)[13]
- 2024– : Miklós László (független)[1]

A településen 2007. október 7-én időközi polgármester-választást kellett tartani, az előző faluvezető lemondása miatt.
A 2019. október 13-án megtartott önkormányzati választás után, a polgármester-választás tekintetében nem lehetett Irotán eredményt hirdetni, szavazategyenlőség miatt; az addigi polgármester, Bencs Sándor és egyetlen kihívója, Miklós László egyaránt 36-36 szavazatot kapott (érvénytelen szavazat nem volt). Az emiatt szükségessé vált időközi választást 2020. január 26-án tartották meg. Ezen a választáson Bencs Sándor már nem jelöltette magát, elindult viszont egy újabb jelölt, Trézsi Krisztián, aki végül 5 szavazatnyi különbséggel alulmaradt Miklós Lászlóval szemben.
A településen ruszin kisebbségi önkormányzat működik.

## Népesség
A település népességének változása:
| Lakosok száma | 77   | 78   | 80   | 89   | 79   | 75   | 82   |
|               | 2013 | 2014 | 2015 | 2021 | 2022 | 2023 | 2024 |

A 2001-es népszámláláskor 117 fő volt a település lakónépessége. Ennek 59,8%-a görögkatolikus, 32,5%-a római katolikus, 5,1%-a református volt, 2% ismeretlen, illetve nem válaszolt. A lakosok 99,1%-a vallotta magát magyar nemzetiségűnek.
A 2011-es népszámlálás során a lakosok 100%-a magyarnak, 61,8%-a ruszinnak mondta magát (a kettős identitások miatt a végösszeg nagyobb lehet 100%-nál). A vallási megoszlás a következő volt: római katolikus 32,4%, református 4,4%, görögkatolikus 55,9%, felekezeten kívüli 5,9% (1,5% nem válaszolt).
2022-ben a lakosság 89,9%-a vallotta magát magyarnak, 30,4% ruszinnak, 1,3% szlovénnek, 2,5% egyéb, nem hazai nemzetiségűnek (7,6% nem nyilatkozott; a kettős identitások miatt a végösszeg nagyobb lehet 100%-nál). Vallásuk szerint 29,1% volt római katolikus, 6,3% református, 49,4% görög katolikus, 1,3% felekezeten kívüli (13,9% nem válaszolt).

## Látnivalók
- Görögkatolikus templom (1846) és kápolna
- A településen áthalad az Országos Kéktúra.